# Mistrzostwa Świata w Biegach Przełajowych 1975
3. Mistrzostwa Świata w Biegach Przełajowych – zawody lekkoatletyczne, które odbyły się w 1975 roku w marokańskim Rabacie.

## Rezultaty

### Mężczyźni

#### Indywidualnie
| Medal  | Zawodnik     | Czas      |
| Złoto  | Ian Stewart  | 35.20 min |
| Srebro | Mariano Haro | 35.21 min |
| Brąz   | Bill Rodgers | 35.28 min |

#### Drużynowo
| Medal  | Reprezentacja | Punkty |
| Złoto  | Nowa Zelandia | 127    |
| Srebro | Anglia        | 198    |
| Brąz   | Belgia        | 211    |

### Juniorzy

#### Indywidualnie
| Medal  | Zawodnik           | Czas       |
| Złoto  | Bobby Thomas       | 21.'00 min |
| Srebro | José Luis González | 21.18 min  |
| Brąz   | John Treacy        | 21.23 min  |

#### Drużynowo
| Medal  | Reprezentacja     | Punkty |
| Złoto  | Stany Zjednoczone | 29     |
| Srebro | Irlandia          | 35     |
| Brąz   | Hiszpania         | 44     |

### Kobiety

#### Indywidualnie
| Medal  | Zawodniczka             | Czas      |
| Złoto  | Julie Brown             | 13.42 min |
| Srebro | Bronisława Ludwichowska | 13.47 min |
| Brąz   | Carmen Valero           | 13.48 min |

#### Drużynowo
| Medal  | Reprezentacja     | Punkty |
| Złoto  | Stany Zjednoczone | 44     |
| Srebro | Nowa Zelandia     | 50     |
| Brąz   | Polska            | 61     |

## Tabela medalowa
| Miejsce | Kraj              | Złoto | Srebro | Brąz | Razem |
| 1.      | Stany Zjednoczone | 4     | 0      | 1    | 5     |
| 2.      | Nowa Zelandia     | 1     | 1      | 0    | 2     |
| 3.      | Szkocja           | 1     | 0      | 0    | 1     |
| 4.      | Hiszpania         | 0     | 2      | 2    | 4     |
| 5.      | Irlandia          | 0     | 1      | 1    | 2     |
| 5.      | Polska            | 0     | 1      | 1    | 2     |
| 7.      | Anglia            | 0     | 1      | 0    | 1     |
| 8.      | Belgia            | 0     | 0      | 1    | 1     |